# Steinau genannt Steinrück

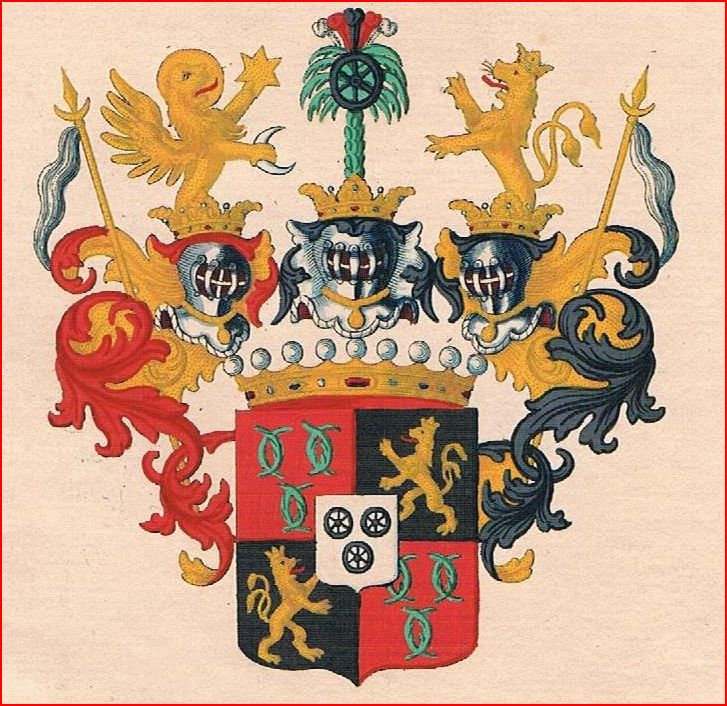
Sühnewappen der Steinau genannt Steinrück

Steinau genannt Steinrück oder Steinau-Steinrück ist der Name eines alten fränkischen (buchonischen) Adelsgeschlechts. Ursprünglich trug es nur den Namen Steinau, unter dem es erstmals 1102 erwähnt wurde. Nach dem Abtsmord in Fulda 1271 wurde seine Burg in Steinau zerstört und ihm wurde das Tragen seines bisherigen Wappens untersagt. Erst 100 Jahre später konnten seine Mitglieder eine neue Burg in Poppenhausen bauen. Es gehörte zum Ritterkanton Rhön-Werra.

## Geschichte

### Stammburg Steinau
Erste Erwähnungen des Rittergeschlechts finden sich in der Zeit kurz nach der Jahrhundertwende zum 12. Jahrhundert. 1105 siegelten Dittmar, Vinnod und Friedrich von Steinaha eine hersfeldische Urkunde. 1197 ist Eberhard von Steinau als Zeuge auf einer Urkunde des Fuldaer Fürstabts Heinrich III. von Kronberg genannt. Giso von Steinau verkaufte 1269 eine Fischerei in der Nähe von Schlitz. Im selben Jahr wird erstmals die Burg in Steinau erwähnt.
Giso von Steinau war am 15. April 1271 neben Heinrich und Albert von Ebersberg einer der Anführer bei der Ermordung von Fürstabt Bertho II. von Leibolz. Dazu kam es, weil sich die buchonische Ritterschaft in ihren Rechten durch den Abt beeinträchtigt sah und deshalb ihren Lehnspflichten nicht mehr nachkommen wollte. Bertho reagierte darauf, indem er einige Burgen zerstören ließ und deren Besitzer zum Teil drakonisch bestrafte. Unter anderem wurde Hermann von Ebersberg öffentlich enthauptet. Das Geschlecht derer von Steinau war eng mit denen von Ebersberg verwandtschaftlich verbunden. Nach der öffentlichen Hinrichtung war die Ritterschaft aufgebracht und empört und schwor dem Abt blutige Rache. Am Morgen des 15. April 1271 stachen die Verschwörer Bertho während des Hochamts auf den Altarstufen der Abteikirche nieder. An zahlreichen Stichwunden verblutete er. Nach der Tat flüchteten die Täter auf die nahe Burg Steinau.
Das Mönchskonvent wählte unverzüglich Bertho III. von Mackenzell zum neuen Abt, der sofort mit der Verfolgung der Verschwörer begann. Als er in Steinau ankam, waren sie schon weiter geflüchtet. Die Ritter wurden von den Reisigen des Abts in Kirchhasel in der dortigen Wehrkirche, in welcher sie sich verbarrikadiert hatten, eingeholt und dort niedergemetzelt. Unter den Getöteten war auch Giso von Steinau. Laut Georg Landau entkamen von den 32 Rittern zu Pferd und 20 Mann Fußvolk nur Heinrich und Albert von Ebersberg, über die die Nachricht verbreitet wurde, dass sie in Frankfurt gerädert wurden.
In der Folge wurde die Burg Ebersburg von den Truppen des Abts zerstört und sämtliche Güter der Familien derer von Steinau und derer von Ebersberg wurden konfisziert. Die Burg Steinau wurde verschont, da Gisos Bruder Hermann und Friedrich von Schlitz, der die Hälfte der Burg besaß, am Abtsmord nicht beteiligt gewesen waren. Giso war kinderlos. Sein Bruder Hermann, genannt „der Lange“, begann nach einiger Zeit wieder ein oppositionelles Wirken gegen die Fürstabtei, woraufhin seine Hälfte der Burg Steinau 1286 von Fürstabt Markward II. zerstört und er selbst des Landes verwiesen wurde.
Gisos und Hermanns Schwester war mit Friedrich von Schlitz verheiratet, und Friedrichs Nachkommen, die weiterhin im Besitz der nicht zerstörten Hälfte der Burg Steinau blieben, nannten sich in der Folge von Schlitz gen. von Steinau.

### Mit Sitz in Poppenhausen
1298 wurde Hermann erlaubt, in Poppenhausen einen Hof zu übernehmen mit dem ausdrücklichen Verbot, dort eine Burg zu bauen. Hermann hatte zwei Söhne namens Trabodo und Heinrich. Einer von deren Nachkommen namens Heinrich II. führte ab 1361 den Namen Steinau-Steinrück. Nach hundert Jahren friedlichen Lebens begann ab 1388 wieder eine Zeit der Konfrontation mit der Fürstabtei. Der Bau der um 1391 fertiggestellten Burg Poppenhausen gemeinsam mit den Ebersbergern war ein Verstoß gegen die Auflagen. Um dieselbe Zeit begannen von dort auch wieder Raubzüge in der Umgegend, welche sie auch in den fränkischen und Thüringer Raum ausdehnten. Zum Schutz vor solchen waren im 14. Jahrhundert die Warttürme rund um Fulda gebaut worden.
Landgraf Balthasar von Thüringen und die Fürstäbte Johann I. von Merlau aus Fulda sowie Gerhard von Schwarzburg aus Würzburg verbündeten sich 1393, um die Burg mit einem großen Kriegshaufen einzunehmen. Dies gelang ihnen allerdings weder im Sturmangriff noch nach längerer Belagerung. Unter den Verteidigern waren Simon, Otto und Carl von Steinau-Steinrück. Nach diesem Sieg begannen die von Steinau-Steinrück mit immer größeren Raubzügen. 1394 sollen sie mit 500 Reisigen gegen Friedrich von Henneberg gezogen sein, wo es bei Hain zu einer Schlacht mit 150 Toten auf Seiten der gräflichen Truppen kam. Beim Aufbau der Ebersburg durch die Ebersberger waren die von Steinau-Steinrück als Ganerben beteiligt. Nach Protesten von Johann von Merlau gegen den Wiederaufbau mussten die Ebersberger den Vasalleneid leisten.
Am 23. April 1400 überfielen Hans von Steinau-Steinrück und Thomas von Ebersberg die Stadt Brückenau. Wie in der griechischen Mythologie mit dem Trojanischen Pferd, hatten sie in Weinfässern versteckte Kriegsknechte in die Stadt geschmuggelt. Die anfangs überraschten Brückenauer wehrten sich allerdings, nachdem die Plünderer zu rauben angefangen hatten, und vertrieben diese ohne Beute aus der Stadt. 1403 plünderten die beiden Rittergeschlechter wieder in hennebergischem Gebiet.
1451 wurde Jakob von Steinau-Steinrück als einer der Adligen genannt, die im Auftrag von Fürstbischof Gottfried von Würzburg Kaiser Friedrich III. als Ehrengeleit zur Kaiserkrönung nach Rom begleiteten. Friedrich heiratete während der Reise und schlug während der Feierlichkeiten einige Edelleute zu Rittern, darunter auch Jakob. Derselbe Jakob stand 1459 in Fehde mit der Hochstift Fulda unter Bischof Reinhard von Weilnau. Die bischöflichen Truppen siegten in der kriegerischen Auseinandersetzung, nahmen die Burg in Poppenhausen ein und plünderten sie. Nur aufgrund der Fürsprache von Georg von Henneberg wurden ihnen ihre Güter belassen.
Ein letztes Mal wird eine Fehde der Linie 1470 erwähnt, als Heinrich von Henneberg gegen Otto und Hildebrand von Steinau-Steinrück siegte und deren Burg einnahm und plünderte. Mehr als 200 Jahre Kriege und Fehden hatten die Kraft des Geschlechts aufgezehrt. Der Name taucht noch einige Mal bei Erbangelegenheiten auf. Spätestens seit 1615 befand sich der gesamte ehemalige Besitz im Fuldaer Raum im Eigentum der Fürstabtei.

### Linie in Unterfranken
Der oben genannte Jakob von Steinau-Steinrück hatte 1430 gemeinsam mit seinem Bruder Hans Burg Lure bei Burglauer für 2.800 Gulden vom Würzburger Fürstbischof Johann II. von Brunn gekauft. Den dortigen Besitz erweiterten die Brüder in den folgenden Jahren und traten dort als dominierendes Geschlecht in der Mitte des 15. Jahrhunderts auf. 1459 erfolgte die Erbteilung zwischen den Brüdern, bei der Hans die Besitzungen in Burglauer erhielt. Dieser starb 1469 und sein Sohn Bernhard und dessen Erben wurden 1470 von Otto Graf Henneberg mit dem Hof und Schloss Burglauer belehnt. Bernhard von Steinau-Steinrück ließ zwischen 1500 und 1508 die Kirche von Burglauer bauen. 1508 starb er. Sein Epitaph und die Grabmäler seiner drei Ehefrauen befinden sich heute noch in der Kirche.
Bernhards Sohn Wolf von Steinau-Steinrück verkaufte 1521 das Lehen in Burglauer zum ehemaligen Einkaufspreis von 2.800 Gulden zurück an das Hochstift Würzburg. Er selbst war in Euerbach ansässig, wo von ihm oder seinen Nachfahren ein Schloss gebaut wurde. Die Steinauer hatten Mitte des 15. Jahrhunderts die erste Hälfte des Orts gekauft und 1604 vom Geschlecht derer von Bibra auch die zweite Hälfte. Spätestens ab 1706 hatten sie dort keine Besitzungen mehr.
Die Grabplatte von Wolf von Steinau-Steinrück befindet sich in der Kirche St. Johannis in Schweinfurt. Dort befand sich auch das Grabmal der Margaretha von Steinau zu Euerbach († 3. Mai 1631), geborene von Selbitz, Witwe von Hans von Steinau.
Das Adelsgeschlecht besteht bis heute.

## Wappen und Erinnerung

### Wappenelemente in Gemeindewappen
Das ursprüngliche Wappen des Geschlechts zeigte einen silbernen Halbflug mit einem Schwert auf rotem Grund.
Nach dem Abtsmord wurde ihm das Tragen desselben untersagt und sie mussten ein „Sühnewappen“ führen, das drei Räder im Schild zeigt. Das Wappen hatte früher sechs und später nur noch fünf Speichen.

#### Altes Wappen

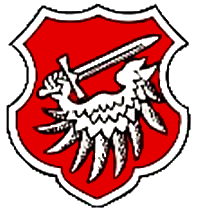
Ehemaliges Gemeindewappen von Steinau

#### Sühnewappen

Gemeindewappen von Poppenhausen (Wasserkuppe)
Gemeindewappen von Euerbach[13]
Gemeindewappen von Burglauer

### Erinnerung
Der Wohnplatz Steinrücken im Ebersburger Ortsteil Ebersberg ist nach dem Adelsgeschlecht benannt.
In Poppenhausen befindet sich das Rathaus am Von-Steinrück-Platz und das dortige Bürgerhaus trägt den Namen Von-Steinrück-Haus.
Für besonderes ehrenamtliches Engagement vergibt Poppenhausen die Von-Steinrück-Medaille.
In Steinau liegt das Bürgerhaus an der Von-Giso-Straße und ist als Giso von Steinau-Haus benannt.

## Persönlichkeiten
- Adam Heinrich von Steinau (unbekannt–1712)
- Paul von Steinau-Steinrück (1850–1897), Oberregierungsrat und Mitglied des Deutschen Reichstags
- Günther von Steinau-Steinrück, Landtagsabgeordneter und Landrat im Landkreis Ziegenhain von 1919 bis 1934
- Hans von Steinau-Steinrück (1887–1936), Offizier und Ministerialbeamter[16]
- Robert von Steinau-Steinrück (* 1964), Professor, Anwalt für Arbeitsrecht

## Epitaphe

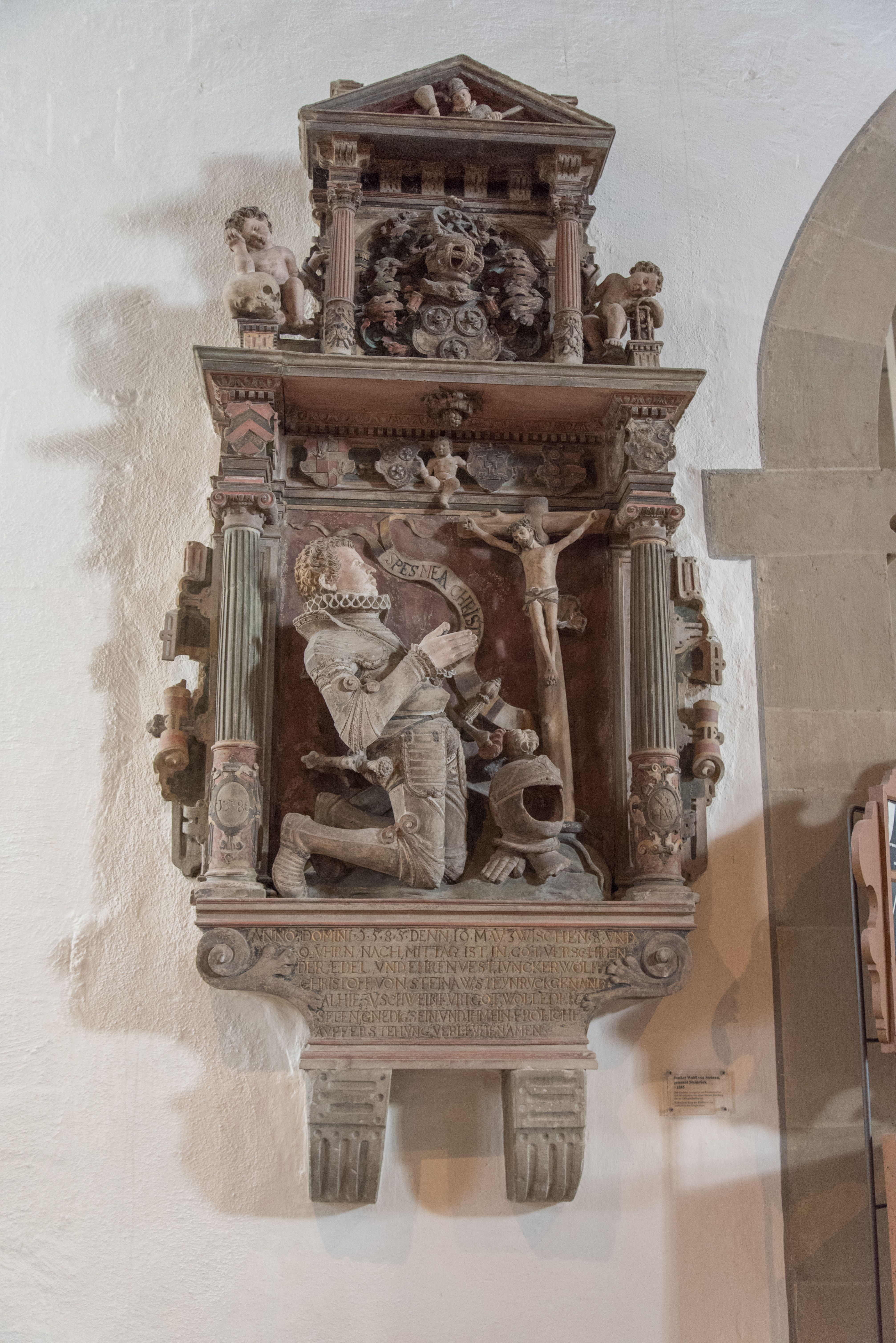
Wolf von Steinau († 1585), St. Johannis in Schweinfurt
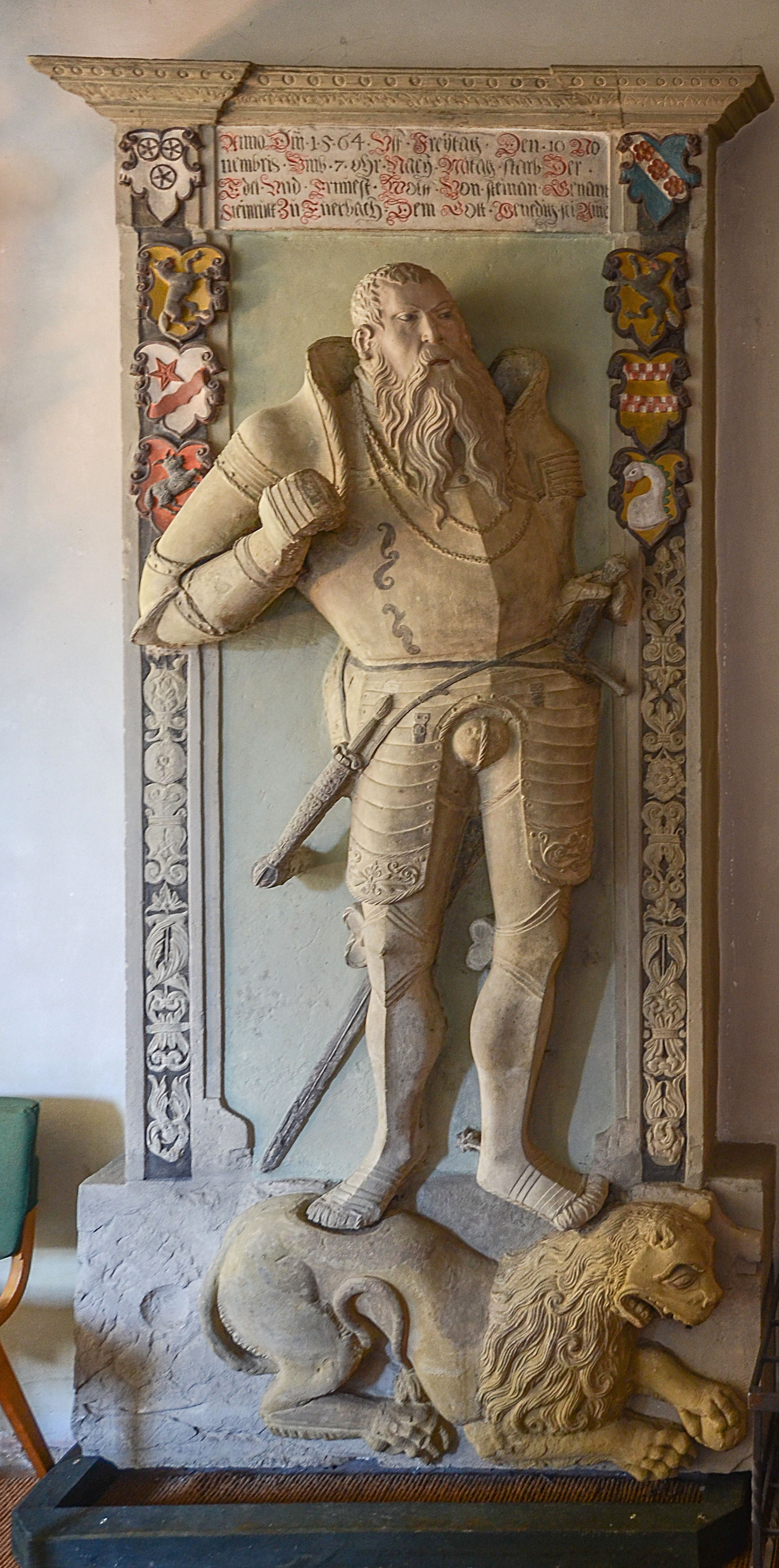
Wolf von Steinau-Steinrück († 1564), St. Cosmas und Damian in Euerbach
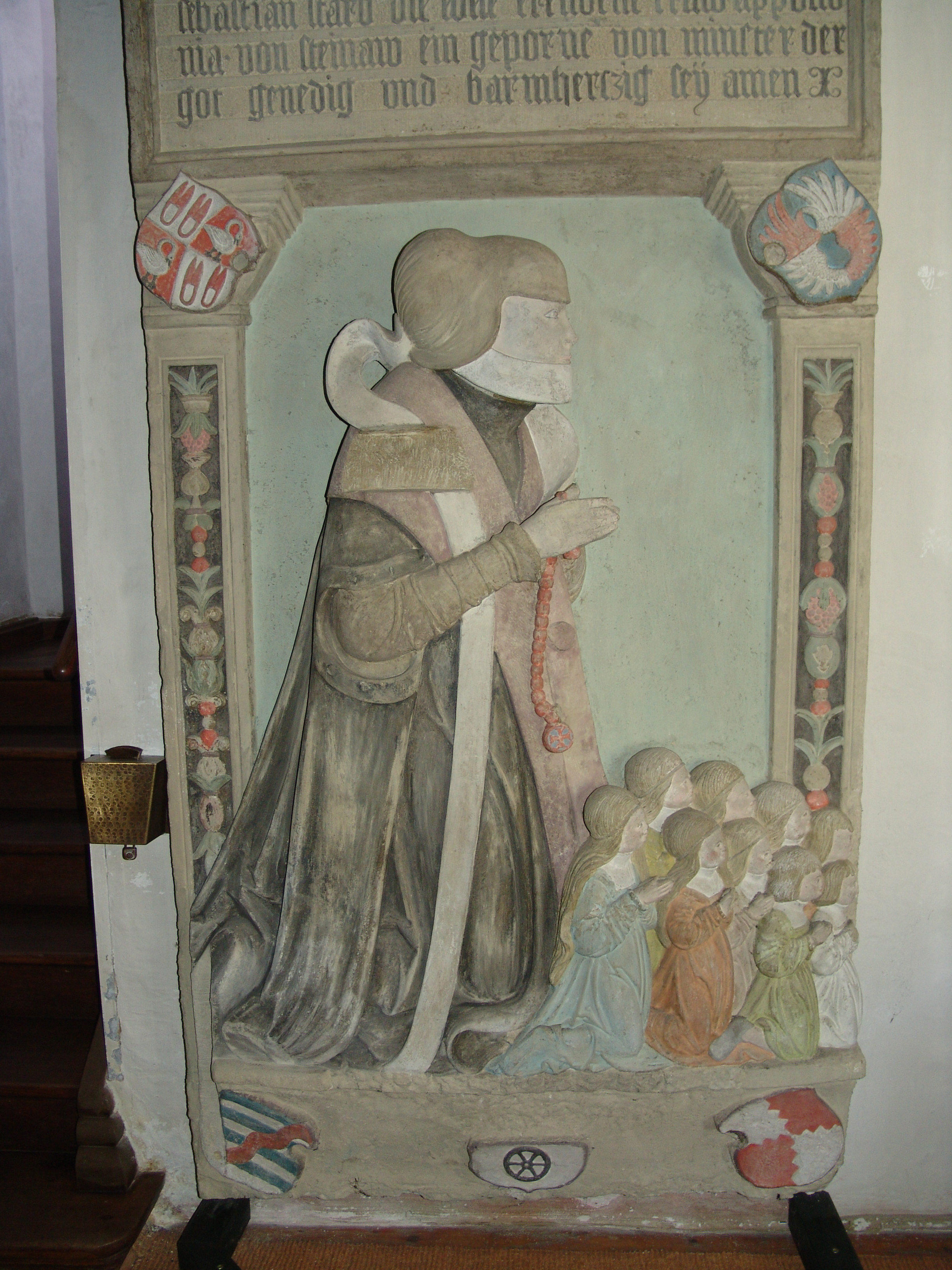
Eine der Ehefrauen von Wolf von Steinau mit Steinauer Wappen, St. Cosmas und Damian in Euerbach
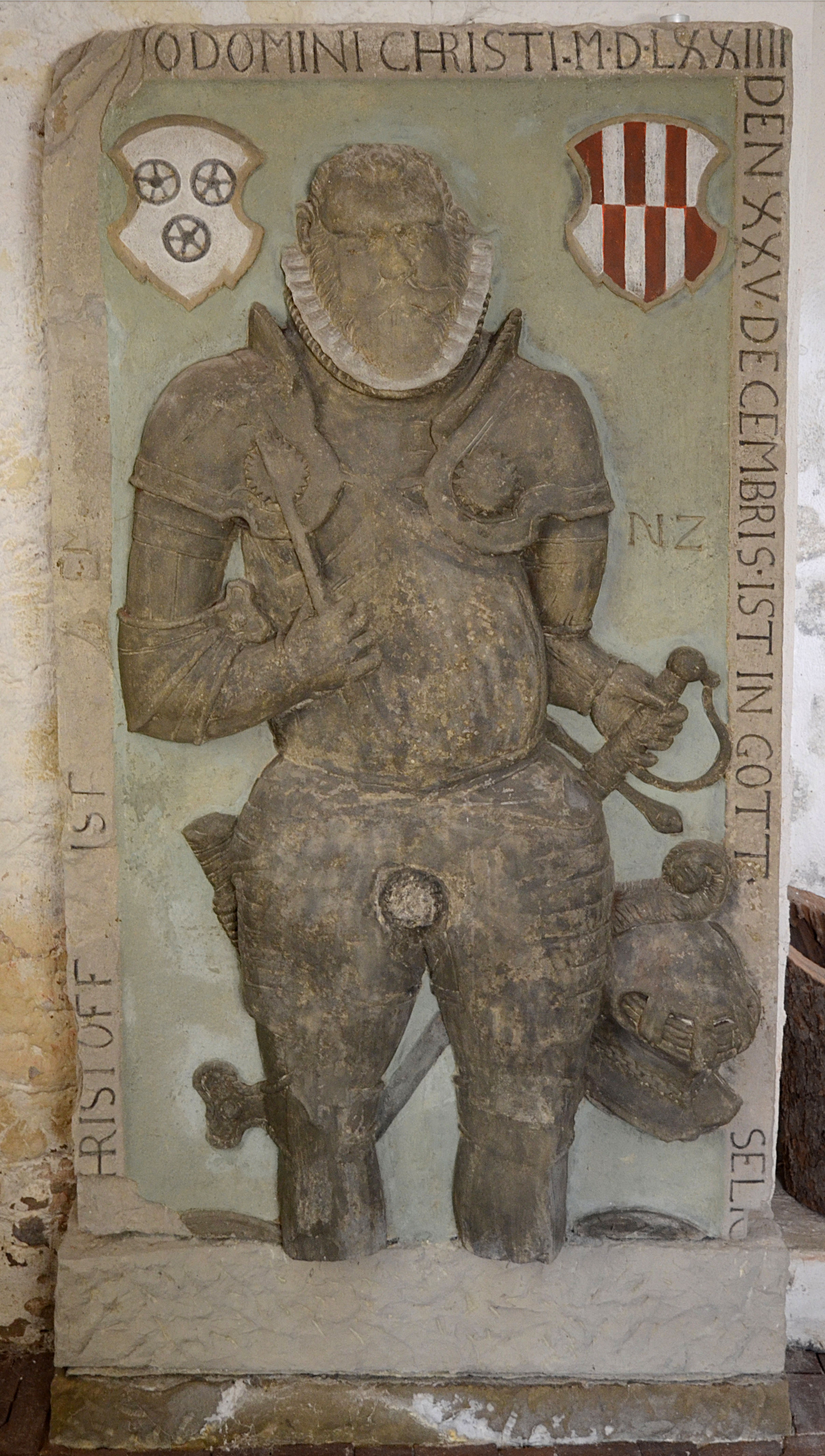
? mit Steinauer Wappen, St. Cosmas und Damian in Euerbach
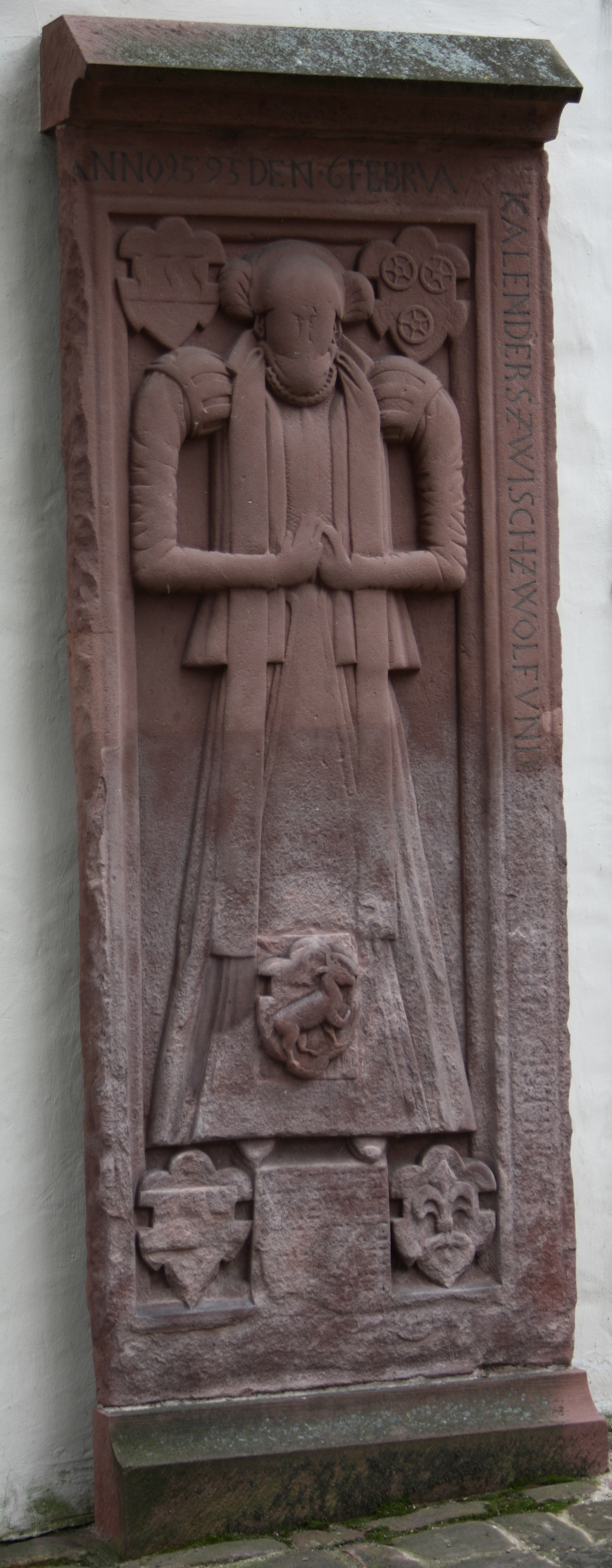
? mit Steinauer Wappen, St. Michael in Lohr am Main